# Hoquei sobre herba als Jocs Olímpics d'Estiu del 2000 - Competició femenina
Als Jocs Olímpics d'Estiu del 2000 celebrats a la ciutat de Sydney (Austràlia) es realitzà una competició en categoria femenina d'hoquei sobre herba, que juntament amb la prova en categoria masculina formà part del programa olímpic d'hoquei sobre herba als Jocs.
La competició es disputà entre els dies 16 i 29 de setembre del 2000 al State Hockey Centre.

## Comitès participants
Hi participaren un total de 159 jugadores de 10 comitès nacionals diferents:
| - Alemanya - Argentina - Austràlia - Corea del Sud - Espanya |  | - Nova Zelanda - Països Baixos - Regne Unit - Sud-àfrica - R.P. de la Xina |

## Resum de medalles
| Prova         | Or | Argent | Bronze |
| Hoquei femení | AustràliaAlyson Annan · Juliet Haslam · Alison Peek · Claire Mitchell-Taverner · Kate Starre · Kate Allen · Lisa Carruthers · Rechelle Hawkes · Clover Maitland · Rachel Imison · Angie Skirving · Julie Towers · Renita Farrell · Jenny Morris · Katrina Powell · Nikki Hudson | ArgentinaMariela Antoniska · Agustina Garcia · Magdalena Aicega · María Paz Ferrari · Anabel Gambero · Ayelén Stepnik · Inés Arrondo · Luciana Aymar · Vanina Oneto · Jorgelina Rimoldi · Karina Masotta · Paola Vukojicic · Laura Maiztegui · Mercedes Margalot · María de la Paz Hernández · Cecilia Rognoni | Països BaixosJulie Deiters · Fatima Moreira de Melo · Hanneke Smabers · Dillianne van den Boogaard · Margje Teeuwen · Mijntje Donners · Ageeth Boomgaardt · Myrna Veenstra · Minke Smabers · Carole Thate · Fleur van de Kieft · Minke Booij · Daphne Touw |

## Medaller
| Posició | País          | Or | Argent | Bronze | Total |
| 1       | Austràlia     | 1  | 0      | 0      | 1     |
| 2       | Argentina     | 0  | 1      | 0      | 1     |
| 3       | Països Baixos | 0  | 0      | 1      | 1     |

## Resultats

### Primera fase
Grup A
| Equip         | Pts | J | G | E | P | GF | GC |
| ------------- | --- | - | - | - | - | -- | -- |
| Austràlia     | 10  | 4 | 3 | 1 | 0 | 9  | 3  |
| Argentina     | 6   | 4 | 2 | 0 | 2 | 5  | 6  |
| Espanya       | 5   | 4 | 1 | 2 | 1 | 2  | 3  |
| Regne Unit    | 4   | 4 | 1 | 1 | 2 | 5  | 5  |
| Corea del Sud | 2   | 4 | 0 | 2 | 2 | 4  | 8  |

| 16 de setembre |     |               |
| Corea del Sud  | 2–3 | Argentina     |
| 17 de setembre |     |               |
| Austràlia      | 2–1 | Regne Unit    |
| Corea del Sud  | 0–0 | Espanya       |
| 18 de setembre |     |               |
| Regne Unit     | 0–1 | Argentina     |
| 19 de setembre |     |               |
| Austràlia      | 1–1 | Espanya       |
| 20 de setembre |     |               |
| Corea del Sud  | 2–2 | Regne Unit    |
| Austràlia      | 3–1 | Argentina     |
| 21 de setembre |     |               |
| Argentina      | 0–1 | Espanya       |
| 22 de setembre |     |               |
| Austràlia      | 2–2 | Corea del Sud |
| Regne Unit     | 2–0 | Espanya       |

Grup B
| Equip           | Pts | J | G | E | P | GF | GC |
| --------------- | --- | - | - | - | - | -- | -- |
| Nova Zelanda    | 7   | 4 | 2 | 1 | 1 | 7  | 5  |
| R.P. de la Xina | 6   | 4 | 2 | 0 | 2 | 4  | 5  |
| Països Baixos   | 5   | 4 | 1 | 2 | 1 | 9  | 9  |
| Alemanya        | 5   | 4 | 1 | 2 | 1 | 6  | 6  |
| Sud-àfrica      | 4   | 4 | 1 | 1 | 2 | 4  | 5  |

| 16 de setembre |     |              |
| Alemanya       | 1–1 | Nova Zelanda |
| 17 de setembre |     |              |
| Països Baixos  | 1–2 | Xina         |
| Alemanya       | 2–1 | Sud-àfrica   |
| 18 de setembre |     |              |
| Xina           | 0–2 | Nova Zelanda |
| 19 de setembre |     |              |
| Països Baixos  | 2–2 | Sud-àfrica   |
| 20 de setembre |     |              |
| Alemanya       | 1–2 | Xina         |
| Països Baixos  | 4–3 | Nova Zelanda |
| 21 de setembre |     |              |
| Nova Zelanda   | 1–0 | Sud-àfrica   |
| 22 de setembre |     |              |
| Països Baixos  | 2–2 | Alemanya     |
| Xina           | 0–2 | Sud-àfrica   |

### Segona fase
Els tres equips classificats de cada grup passen a la segona fase per formar part d'un únic grup. Els dos primers classificats d'aquest disputaran el partit per la medalla d'or i el tercer i quart disputaran el partit per la medalla de bronze.
| Equipe          | Pts | J | G | E | P | GF | GC |
| --------------- | --- | - | - | - | - | -- | -- |
| Austràlia       | 13  | 5 | 4 | 1 | 0 | 17 | 3  |
| Argentina       | 9   | 5 | 3 | 0 | 2 | 13 | 7  |
| Països Baixos   | 6   | 5 | 2 | 0 | 3 | 8  | 14 |
| Espanya         | 6   | 5 | 1 | 3 | 1 | 5  | 5  |
| R.P. de la Xina | 4   | 5 | 1 | 1 | 3 | 4  | 10 |
| Nova Zelanda    | 4   | 5 | 1 | 1 | 3 | 8  | 16 |

| 24 de setembre |     |               |
| Espanya        | 0–0 | Xina          |
| Argentina      | 3–1 | Països Baixos |
| Austràlia      | 3–0 | Nova Zelanda  |
| 25 de setembre |     |               |
| Argentina      | 2–1 | Xina          |
| Austràlia      | 5–0 | Països Baixos |
| Espanya        | 2–2 | Nova Zelanda  |
| 27 de setembre |     |               |
| Països Baixos  | 2–1 | Espanya       |
| Argentina      | 7–1 | Nova Zelanda  |
| Austràlia      | 5–1 | Xina          |

### Partit per la medalla de bronze
- 30 de setembre

| Pakistan          | 3 - 6 (1 - 3) | Austràlia           | 17:30 State Hockey Centre, Sydney |
| Atif Bashir 6'    |               | Troy Elder 3'       | 17:30 State Hockey Centre, Sydney |
| Sohail Abbas 46'  |               | Troy Elder 8'       |                                   |
| Kashif Jawwad 70' |               | Stephen Davies 30'  |                                   |
|                   |               | James Elmer 49'     |                                   |
|                   |               | Troy Elder 60'      |                                   |
|                   |               | Michael Brennan 66' |                                   |

### Partit per la medalla d'or
- 30 de setembre

| Països Baixos              | 3 - 3 (1 - 3) | Corea del Sud      | 20:00 State Hockey Centre, Sydney |
| Stephan Veen 20'           |               | Song Seung-Tae 9'  | 20:00 State Hockey Centre, Sydney |
| Stephan Veen 38'           |               | Kim Kyung-Seok 66' |                                   |
| Stephan Veen 64'           |               | Kang Keon-Wook 68' |                                   |
| Victòria als penalts (5-4) |               |                    |                                   |